# Чижевский, Олег Тимофеевич
Оле́г Тимофе́евич Чиже́вский (род. 15 ноября 1941, Зуевка, Кировская область) — советский и российский учёный, доктор технических наук, профессор, академик РАРАН.

## Биография
Родился в Кировской области в городе Зуевка 15 ноября 1941 года.
В 1960 году с отличием закончил среднюю школу в городе Североморске Мурманской области.
В 1966 году с отличием закончил МГТУ им. Баумана по специальности «производство летательных аппаратов».
С 1966 года по 1971 год инженер, инженер-конструктор 3-й и 2-й категории НИМИ имени В. В. Бахирева.
С 1971 года по 1983 год старший инженер, ведущий инженер, начальник сектора, заместитель начальника отдела, начальник отдела ЦНИИХМ.
В 1983 году назначен первым заместителем генерального директора — заместителем главного конструктора ГНПП «Прибор».
В 1990 году назначен генеральным директором — главным конструктором НПО «Прибор».
С 2010 года председатель Совета руководителей организаций холдинговой компании ОАО «НПО „Прибор“».
С 2015 года научный руководитель-генеральный конструктор АО «НПО „Прибор“».

## Семья
- Отец — Чижевский Тимофей Анисимович (1916—1998).[3][4]
- Мать — Чижевская (Иванцова) Мария Ильинична.
- Жена — Чижевская Галина Васильевна (ум. 26 мая 2023).
  - Дочь — Светлана.
    - Внуки — Александр и Анастасия.[5][6].

## Общественная деятельность
В 1993 году избран Член-корреспондентом РАРАН, в дальнейшем стал действительным членом, первым вице-президентом РАРАН.
С 2022 года вице-президентом РАРАН.
Академик (действительный член) Межрегиональной общественной организации «Российская академия космонавтики имени К. Э. Циолковского».

## Научная деятельность
Научный руководитель и организатор научно-исследовательских и опытно-конструкторских работ по созданию изделий военной техники. Автор более 150 научных работ, более 200 изобретений и патентов по проблемам бронебаллистики, моделирования процессов бронепробития и поражения боевой техники, проектирования и испытаний боеприпасов ударного действия.

## Награды и звания
Государственные награды Российской Федерации и СССР:
- Орден «Знак Почёта» (1981);
- Орден Дружбы (2001);
- Медаль ордена «За заслуги перед Отечеством» 2 степени (1995)

и другими государственными, юбилейными и ведомственными наградами.
Премии:
- Лауреат Государственной премии СССР (1986);
- Лауреат Государственной премии Российской Федерации (1999).

Звания:
- Почетный житель Зеленодольска (2006);[10][11]
- Заслуженный конструктор Российской Федерации (2007);
- Почетный машиностроитель РФ (2011);

Иные награды
- Лучший изобретатель Миноборонпрома РФ (1997).

## Публикации об О. Т. Чижевском
- Судьба человека — история конструктора. Материал опубликован в журнале «Арсенал Отечества» № 5 (55) за 2021 г. (12 ноября 2021).
- Олег Чижевский: боевые возможности гранатомета "Балкан" будут расти. РИА Новости (15 ноября 2021).
- Лидер малых калибров // «Арсенал Отечества» № 3(11). Опубликовано: 08 Декабря 2014.
- Мирная продукция оборонщиков. Вести.Ru (9 мая 2009). Дата обращения: 12 декабря 2012. Архивировано из оригинала 4 марта 2016 года.
- В области собираются развивать военное производство. Четвёртая власть (25 июня 2010). Дата обращения: 12 декабря 2012. Архивировано из оригинала 25 сентября 2016 года.